# Emo
Emo /ˈiːmoʊ/ là một phong cách nhạc rock có đặc điểm là phần lời nhiều cảm xúc. Nó đầu đầu giữa thập niên 1980 từ phong trào hardcore punk tại Washington, D.C., nơi nó được biết đến như "emotional hardcore" và "emocore", tiên phong bởi các ban nhạc như Rites of Spring và Embrace (tạm gọi làn sóng đầu tiên). Vì phong cách này được các ban nhạc punk rock đáp lại, ý nghĩa và âm nhạc của emo thay đổi, kết hợp với pop punk và indie rock, các ban nhạc đầu thập niên 1990 đã đúc kết phong cách này là Jawbreaker và Sunny Day Real Estate (làn sóng thứ hai). Khoảng giữa thập niên 1990, nhiều nghệ sĩ emo xuất hiện ở Trung và Trung Tây Hoa Kỳ, và nhiều hãng thu âm độc lập bắt đầu chuyên biệt hóa phong cách.
Emo bắt đầu trở thành xu hướng đầu thập niên 2000 với sự thành công của Jimmy Eat World và Dashboard Confessional, và tiểu thể loại "screamo" xuất hiện. Nhờ thành công này, các ban nhạc emo được ký hợp đồng với hãng đĩa lớn và phong cách này được "sản xuất" thương mại. Cuối những năm 2000, emo bắt đầu đi xuống. Vài ban nhạc rời bỏ emo, số còn lại tan rã. "Emo revival" xuất hiện vào thập niên 2010, các ban nhạc tạo nên các âm thanh và mỹ học emo thập niên 1990 và đầu 2000. Các nhánh khác của emo là emo pop và emoviolence (kết hợp screamo với powerviolence).
Những năm gần đây, thuật ngữ "emo" bị các nhà phê bình và báo giới dùng sai cho một loạt các loại nghệ sĩ mà phong cách âm nhạc khác hẳn emo. Ngoài âm nhạc, "emo" còn được dùng để miêu tả các phong cách thời trang, văn hóa liên quan. Emo thường được gắn với những đặc điểm giàu cảm xúc, nhạy cảm, nội tâm, và lo lắng. Nó cũng được cho là có liên quan đến các hành vi như buồn bã, tự hại mình, và tự sát.

## Lịch sử

### Tiền thân
Thập niên 1980, nhiều ban nhạc DC hardcore được thành thập. Đa số trong đó là hardcore punk với số ít hơn chơi post-hardcore (giống post-punk, post-hardcore mang nặng tính giai điệu và thử nghiệm hơn). Các nhóm hardcore punk như Minor Threat, The Faith, Black Flag, và Hüsker Dü đã ảnh hưởng lên nhiều nhóm emocore.

### Emo revival: thập niên 2010
"Emo revival" là sự phát triển của emo thập niên 2010 lấy nguồn cảm hứng và mỹ học của emo thập niên 1990 và đầu 2000. Đây chủ yếu là một làn sóng ngầm, một số ban nhạc thuộc "emo revival" là The World Is a Beautiful Place & I Am No Longer Afraid to Die, A Great Big Pile of Leaves, Pianos Become the Teeth, Empire! Empire! (I Was a Lonely Estate), Touché Amoré, The Hotelier, Foxing và Into It. Over It..
Những nhóm có hướng đi thiên về hardcore punk gồm Pine, Title Fight, Such Gold và Small Brown Bike.

## Thời trang và tiểu văn hóa

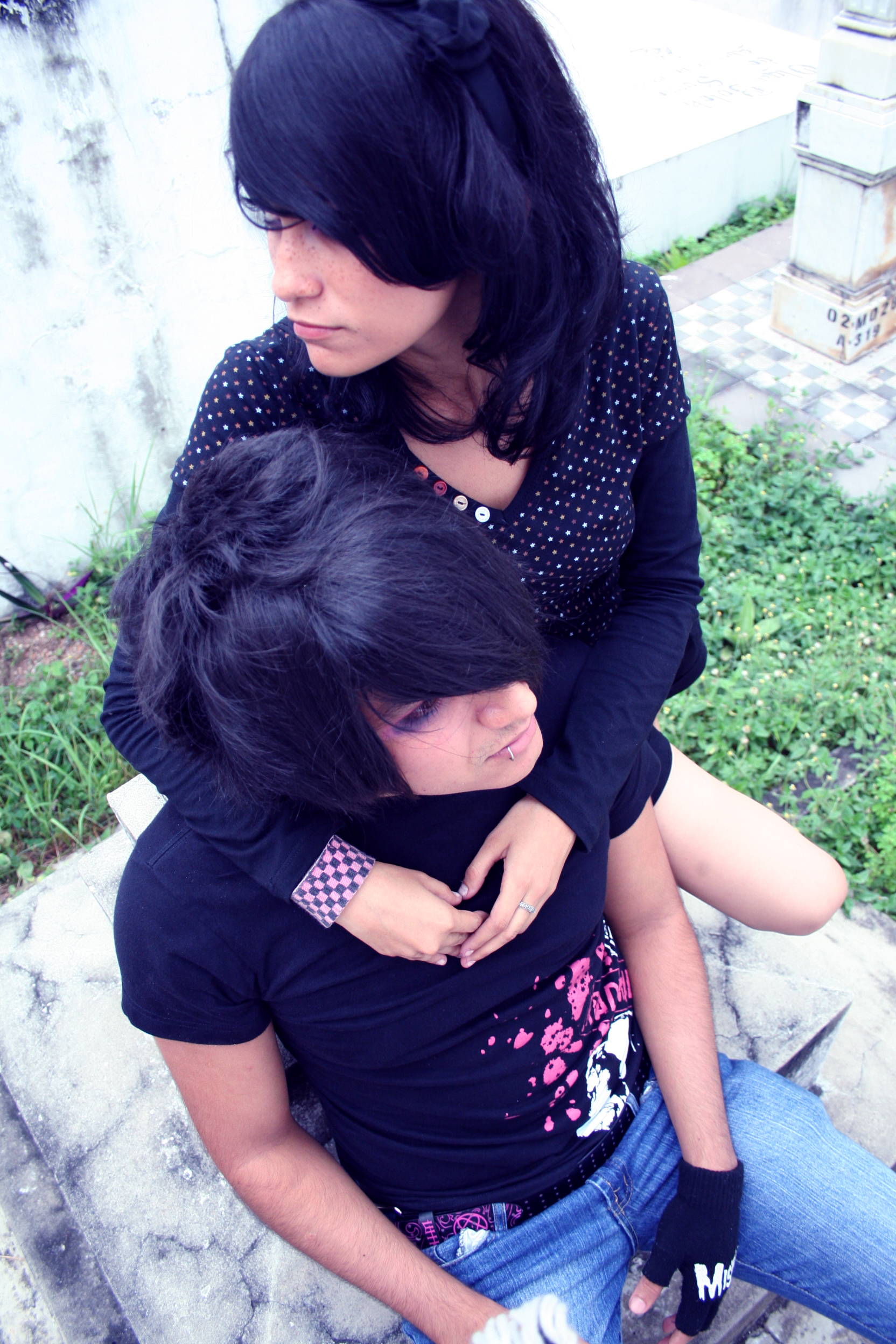
Hai bạn trẻ emo một nam và một nữ đang ở cạnh nhau

Emo là một tiểu văn hóa riêng biệt khởi nguồn từ giới âm nhạc emo thành phố San Diego, nước Mỹ vào giữa thập niên 1990. Các ban nhạc và các bạn trẻ thuộc làng nhạc này thường được gọi với cái tên "Spock rock", ám chỉ mái tóc nhuộm đen duỗi thẳng của họ. Thời điểm này, mốt thời trang emo là cắt tỉa gọn gàng và có xu hướng theo phong cách geek chic, phổ biến với các bộ trang phục như cặp kính gọng dày, áo len gilê và áo len cardigan. Sau khi album "New Noise" của ban nhạc Refused được phát hành năm 1998, mốt tóc rủ xuống đã trở nên thịnh hành.
Chịu ảnh hưởng từ các thành viên ban nhạc Eighteen Visions, dân emo vào đầu thập niên 2000 ngày càng gia tăng thử nghiệm với mái tóc của họ, tận dụng các lớp tóc dày, phủ hai bên bất đối xứng và cắt tóc dùng đến lưỡi dao cạo. Cắt tóc kiểu Bob và A-Line cũng thông dụng. Một bài báo trên Honolulu Advertiser tháng 1 năm 2002 đã so sánh phong cách này với nghệ sĩ Fred Rogers, chỉ ra những khác biệt giữa hai phong cách emo và goth hay hip hop bao gồm: áo len cổ tim, sơ mi trắng và quần jean ôm vừa, vén gấu. Báo Advertiser mô tả mốt thời trang emo với áo len, áo bó sát, kính gọng sừng (giống kiểu của nam nghệ sĩ Buddy Holly đã đeo), tóc nhuộm đen và quần jean không li.
Mốt thời trang emo từ giữa cho đến cuối thập niên 2000 gồm có quần jean ôm dáng, áo thun bó sát (thường là ngắn tay, và thường đi kèm với tên của các ban nhạc emo), thắt lưng có vít cấy, giày sneaker hiệu Converse, lắc tay hiệu Vans và màu đen. Kính gọng dày và gọng sừng vẫn còn hợp mốt, cũng như mốt kẻ mắt và sơn móng tay màu đen đã trở nên thịnh hành ở giữa thập niên 2000. Mặt nổi tiếng nhất của mốt thời trang emo chính là kiểu tóc: duỗi thẳng nhiều lớp, thường là màu đen tuyền với những lọn tóc mái dài che phủ phần mặt, vốn được gọi là mốt. Mốt thời trang emo hay bị nhầm lẫn với tiểu văn hóa goth và scene.